# Lill-Stensjön (Dorotea socken, Lappland)
Lill-Stensjön är en sjö i Dorotea kommun i Lappland och ingår i Ångermanälvens huvudavrinningsområde. Sjön har en area på 0,114 kvadratkilometer och ligger 662,8 meter över havet. Lill-Stensjön ligger i Gitsfjället Natura 2000-område.

## Delavrinningsområde
Lill-Stensjön ingår i det delavrinningsområde (719188-147936) som SMHI kallar för Utloppet av Lill-Stensjön. Medelhöjden är 705 meter över havet och ytan är 2,45 kvadratkilometer. Det finns inga avrinningsområden uppströms utan avrinningsområdet är högsta punkten. Vattendraget som avvattnar avrinningsområdet har biflödesordning 6, vilket innebär att vattnet flödar genom totalt 6 vattendrag innan det når havet efter 302 kilometer. Avrinningsområdet består mestadels av skog (95 procent). Avrinningsområdet har 0,11 kvadratkilometer vattenytor vilket ger det en sjöprocent på 4,7 procent.